# Ingrid Näsholm
Ingrid Mathilda Näsholm, född 8 augusti 1908 i Vistorp, Skaraborgs län, död 8 augusti 1950 i Göteborg, var en svensk sjuksköterska och målare.
Hon var dotter till godsägaren BO Pettersson och hans hustru född Freding och från 1930 gift med ingenjören Alfred Näsholm. Hon studerade vid Hovedskous målarskola i Göteborg och porträttmåleri privat för Sigurd Ring. Hon medverkade i Decemberutställningarna på Göteborgs konsthall och i De anonymas utställning på Olsens konsthandel samt i utställningar arrangerade av Tibro konstförening. Hennes konst består av figurmotiv, porträtt, landskap och hästar utförda i olja eller pastell.  